# Benthocardiella orbicula
Benthocardiella orbicula är en musselart som beskrevs av Powell 1930. Benthocardiella orbicula ingår i släktet Benthocardiella och familjen Condylocardiidae. Inga underarter finns listade i Catalogue of Life.